# Indiomar
David Omar Rivera Rodríguez (Humacao, Puerto Rico; 26 de enero de 1991), conocido por su nombre artístico Indiomar, es una artista de música urbana cristiana. Ha hecho varias canciones significativas como «SVAE», «Bajo Tu Amor», «Yugo Desigual», «Si Tu Me Llamas», «Promesas» y «No Más».
Desde que comenzó su carrera musical comenzó con el rap pero con el paso del tiempo ha usado géneros como el reggaeton y mezclas urbanas. Indiomar trata de reflejar ante todo a Dios y cumplir su propósito cambiando esta generación.
Ha colaborado con varios artistas como Funky, Manny Montes, Almighty, Alex Zurdo, Redimi2, Alex Campos, Madiel Lara y Gabriel Rodríguez EMC, siendo uno de los representantes contemporáneos de la música urbana cristiana, ganando la categoría "Artista revelación" en Premios El Galardón y Redención.

## Carrera musical

### Inicios
Bajo el nombre de Indiomar El Vencedor, en su adolescencia, Rivera compuso sus primeras canciones, entre ellas, «Camina conmigo», y realizó apariciones en recopilaciones musicales de artistas como Jaydan (El Cuadrilatero), Manny Montes (Corazón abierto, United Kingdom 2), DJ Blaster (Visión del Reino), entre otros.

### En AscensoyPre-Nexus(2013-2016)
En 2013, lanza su álbum debut En Ascenso, con la participación de Manny Montes, Leo, Baby Nory y Luel. El sencillo de este proyecto fue «Me gozaré», lanzado con video oficial. En 2016, lanzó el EP Pre-Nexus, que contó con la producción musical de Los Legendarios para su saga «Tranz4Mando el Universo».

### Nexus VII(2019 - 2021)
En 2019, Indiomar lanzó varios sencillos como «No Más». Además, recibió 6 nominaciones en dos distintas premiaciones, ganando “Artista revelación del Año” en los premios Galardón y Redención. En el mismo año, lanzó su tercera producción titulada Nexus VII, que significa "relación perfecta". El sencillo del álbum «Jesús», sobrepasó el millón de reproducciones en su primera semana de lanzamiento en las plataformas digitales. Luego, invitó a Funky, Alex Zurdo y Almighty, quienes participaron en la remezcla de este tema.

### Dosis(2022 - actualidad)
En 2022, junto con Musiko, lanzaron su álbum colaborativo Dosis. El álbum sería nominado en la categoría Mejor Álbum Urbano en los Premios Arpa 2022, y el sencillo «A ciegas» como Mejor canción grabada en español en Premios Dove, y su remezcla junto a Funky y Alex Zurdo, estaría nominada como Canción Espiritual en los Premios Tu Música de 2023.

## Discografía
- 2013: En Ascenso
- 2016: Los Legendarios presentan: Pre Nexus
- 2019: Nexus VII
- 2022: Dosis (con Musiko)
- 2023: Mi Religión (con Kim Richards)

## Premios y reconocimientos

### Premios Tu Música Urbano
| Año  | Categoría                          | Por                                                                        | Resultado |
| ---- | ---------------------------------- | -------------------------------------------------------------------------- | --------- |
| 2022 | Top Canción Cristiana / Espiritual | «A pesar de mí» (con Funky, Redimi2, Alex Zurdo, Un Corazón y Abby Valdez) | Nominados |
| 2023 | Top Artista Cristiano / Espiritual | Indiomar                                                                   | Nominados |
| 2023 | Top Canción Cristiana / Espiritual | «Nubes» (con Blanca)                                                       | Nominados |
| 2023 | Top Canción Cristiana / Espiritual | «Tuyo RMX» (con Omy Alka y Musiko)                                         | Nominados |
| 2023 | Top Canción Cristiana / Espiritual | «A Ciegas RMX» (Indiomar & Musiko con Funky y Alex Zurdo)                  | Nominados |

### Otros
- 2016: Remix del año por «Volver a amar» con Omy Alka y Manny Montes (Nominados) - Premios AMCL[25]
- 2019: Artista revelación del año - Premios El Galardón
- 2019: Artista Revelación de año - Premios Redención
- 2022: Mejor Álbum Urbano por Dosis (junto a Musiko) - Premios Arpa (Nominados)
- 2022: Canción grabada en español del año por «A ciegas» (junto a Musiko) - Premios Dove[26]